# 根室市立海星学校
根室市立海星学校（ねむろしりつ かいせいがっこう）は、北海道根室市西和田にある公立の義務教育学校。2022年度までは小中併設校で根室市立海星小中学校（ねむろしりつ かいせいしょうちゅうがっこう）と称していたが、2023年4月1日に義務教育学校に改組した。

## 概要
本校は、根室市立学校条例により、海星中学校（旧:和田中学校）と和田・幌茂尻の2小学校を統合して開校した。

## 沿革
- 2004年（平成16年）12月9日 - 校章制定[1]。
- 2005年（平成17年）12月19日 - 根室市議会は、海星中学校・和田小学校・幌茂尻小学校を統合し、海星小中学校を設置する事を決定[1]。
- 2006年（平成18年）
  - 4月1日 - 開校[1]。
  - 4月6日 - 最初の始業式挙行[1]。
  - 4月7日 - 第1回入学式挙行[1]。
- 2023年（令和5年）4月1日 - 義務教育学校に改組し、根室市立海星学校と改称。

## 通学区域[2]

### 海星小学校
- 西和田・東和田（北斗小学校通学区域除く）・長節・幌茂尻・温根沼・東梅・春国岱

### 海星中学校
- 西和田・東和田（柏陵中学校通学区域除く）・長節・幌茂尻・温根沼・東梅・春国岱

## 周辺
- 北海道道780号花咲港温根沼線

## 交通
- 根室交通「温根沼」バス停下車後、徒歩約1.2km・約18分。
- JR花咲線西和田駅から、約2.4km、徒歩約36分・車で約4分。